# Benoitia timida
Benoitia timida là một loài nhện trong họ Agelenidae.
Loài này thuộc chi Benoitia. Benoitia timida được Jean Victor Audouin miêu tả năm 1826.